# Lespedeza angustifolia
Lespedeza angustifolia är en ärtväxtart som först beskrevs av Frederick Traugott Pursh, och fick sitt nu gällande namn av Stephen Elliott. Lespedeza angustifolia ingår i släktet Lespedeza och familjen ärtväxter. Inga underarter finns listade i Catalogue of Life.